# Rudolf Wackernagel

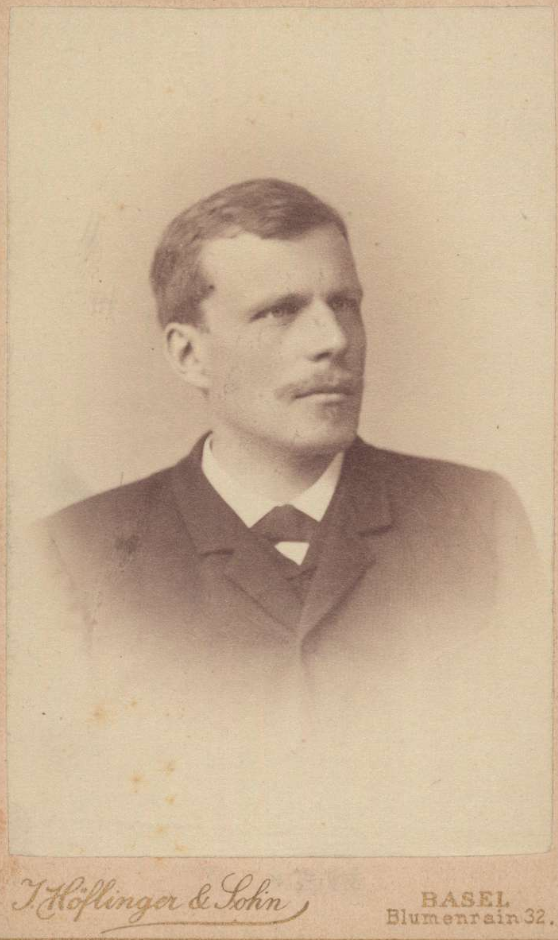
Rudolf Wackernagel

Friedrich Rudolf Wackernagel (* 7. Juni 1855 in Basel; † 16. April 1925 ebenda, reformiert, heimatberechtigt in Basel) war ein Schweizer Jurist, Archivar und Historiker.

## Leben und Werk
Rudolf Wackernagel war ein Sohn des Germanisten Wilhelm Wackernagel. Nach dem Besuch des Gymnasiums in Basel studierte er in Basel und Leipzig Rechtswissenschaften. 1877 wurde er zum Dr. iur. promoviert.

Ebenfalls 1877 wählte ihn der Regierungsrat des Kantons Basel-Stadt als jüngsten von 17 Bewerbern zum ersten vollamtlichen Staatsarchivar, ein Amt, das er bis 1918 versah. Er leitete die Neuordnung der Archivbestände, die 1904 mit der Veröffentlichung des sogenannten Repertoriums und der Einrichtung eines Planarchivs abgeschlossen wurde. 1899 begründete er anlässlich des Bezugs des heutigen Archivgebäudes an der Martinsgasse die Bilder- und Negativsammlung. Von 1882 bis 1899 war er zusätzlich Sekretär des Regierungsrats.

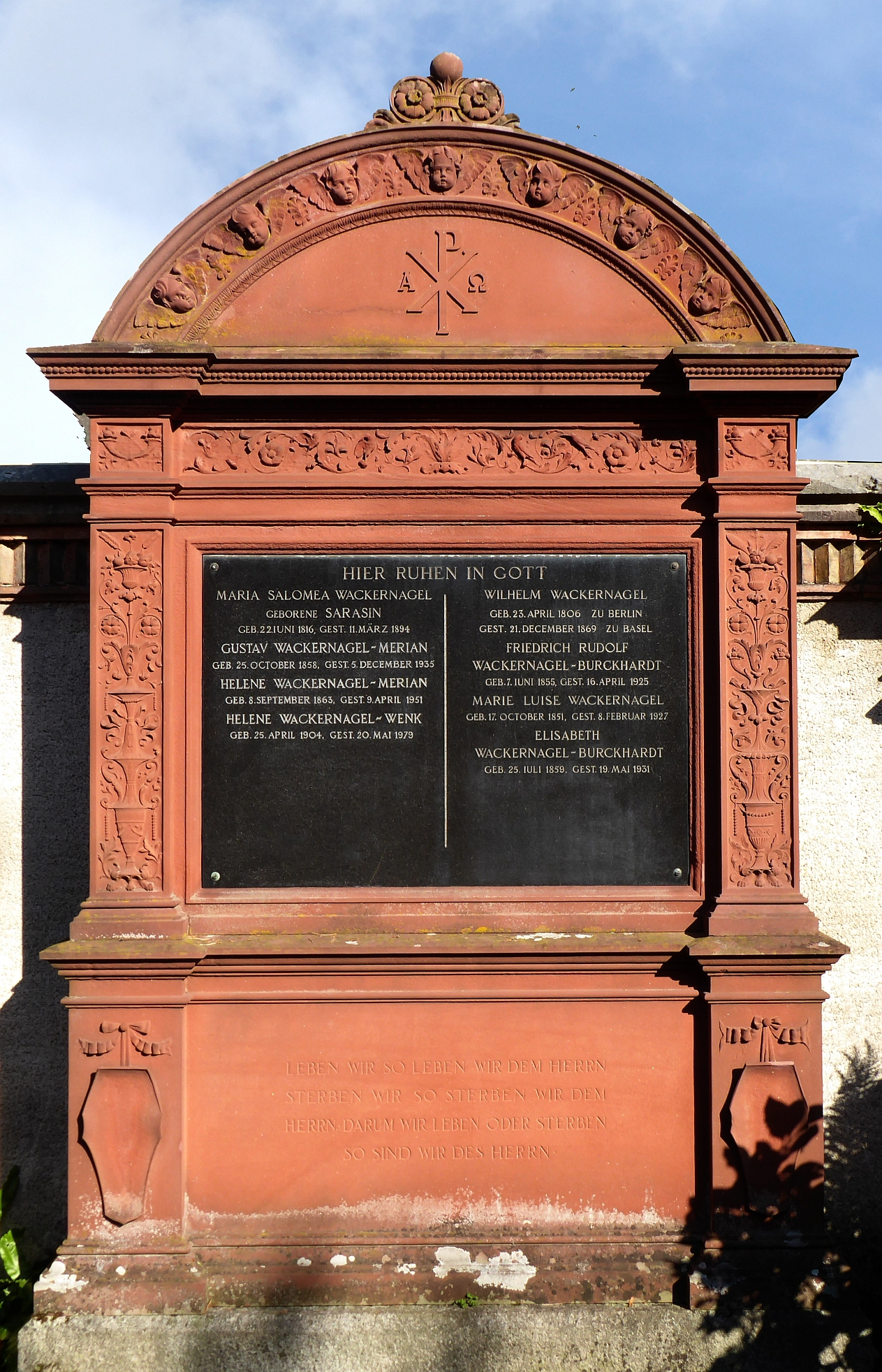
Familiengrab, Friedhof Wolfgottesacker

Wackernagel betreute mehrere Quelleneditionen und veröffentlichte zahlreiche historische Untersuchungen, so eine breit angelegte Basler Geschichte, die bis zur Gegenwart konzipiert war, die er aber nur bis zur Reformationszeit realisieren konnte. Überdies unterrichtete er 1917–1918 an der Universität Basel als ausserordentlicher Professor für Geschichte.
1894 wurde er ehrenhalber Dr. phil. der Universität Basel, 1917 zudem Dr. theol. ehrenhalber. Ab 1877 gehörte Wackernagel dem Vorstand der Historischen und Antiquarischen Gesellschaft seiner Vaterstadt an und war von 1887 bis 1890 und 1898 bis 1904 deren Präsident.
Als Herausgeber der Basler Zeitschrift für Geschichte und Altertumskunde war er von 1902 bis 1917 tätig. 1882–1907 war er überdies Mitherausgeber des Basler Jahrbuchs. 1920 zählte er zu den Gründern der Genossenschaft zur Herausgabe der Schweizerischen Monatshefte für Politik und Kultur. 1921 wurde er zum korrespondierenden Mitglied der Preußischen Akademie der Wissenschaften und der Göttinger Akademie der Wissenschaften gewählt. 
Rudolf Wackernagel war auch als literarischer Schriftsteller tätig, insbesondere als Verfasser von Festspielen. Zudem verfasste er das Libretto von Hans Hubers erster Oper Weltfrühling. 
Wie schon sein Vater lebte Wackernagel im Hinteren Württemberger Hof. Die Liegenschaft hatte sein Vater von Wilhelm Martin Leberecht de Wette gekauft. Hermann Hesse, ein enger Freund der Wackernagel, hatte 1901 über den Hinteren Württemberger Hof ein Gedicht verfasst. Ab 1903 bis zu seinem Tod wohnte Wackernagel im Alten Wenken in Riehen, den seine Frau geerbt hatte. Seine letzte Ruhestätte fand er auf dem Friedhof Wolfgottesacker.
Rudolf Wackernagel war der jüngere Bruder des Indogermanisten Jacob Wackernagel und Vater des Kunsthistorikers Martin Wackernagel. Nach Rudolf Wackernagel ist in Riehen eine Strasse benannt.

## Wissenschaftliche Werke und Quelleneditionen (Auswahl)
- (mit Albert Burckhardt) Geschichte und Beschreibung des Rathauses zu Basel, Basel 1886.
- Urkundenbuch der Stadt Basel, 11 Bände, Basel 1890–1910 (Bearbeiter gemeinsam mit Rudolf Thommen).
- (mit Karl Stehlin) Baugeschichte des Basler Münsters, Basel 1895.
- Mitteilungen über Raymundus Peraudi und kirchliche Zustände seiner Zeit in Basel. In: Basler Zeitschrift für Geschichte und Altertumskunde, Bd. 2, 1903, S. 171–273 (Digitalisat).
- Geschichte der Stadt Basel, 3 Bände (in 4 Teilen), Basel 1907–1924.
- Geschichte des Elsasses, Frobenius, Basel 1919, OCLC 10841604, DNB 578682222.
- Briefe von Jacob Burckhardt an Bernhard Kugler 1867–1875. In: Basler Zeitschrift für Geschichte und Altertumskunde, Bd. 14, 1915, S. 351–377. (Digitalisat).